# Chợ darknet
Chợ darknet hoặc chợ mã hóa là hình thức thương mại trên web, hoạt động thông qua darknet như Tor hoặc I2P. Đây là hoạt động thị trường chợ đen, bán hoặc môi giới giao dịch liên quan đến ma túy, code mã hóa, vũ khí, tiền giả, thông tin thẻ tín dụng bị đánh cắp, tài liệu giả mạo, dược phẩm không có giấy phép, steroid, và các hàng hóa bất hợp pháp khác. Tháng 12 năm 2014, một nghiên cứu của Gareth Owen từ Đại học Portsmouth cho thấy các trang web phổ biến thứ hai trên Tor là thị trường darknet.
Tiếp nối mô hình do Silk Road phát triển, các chợ đen có thể truy cập ẩn danh vào Darknet nhờ các phần mềm nguồn mở (điển hình là Tor), thanh toán bitcoin bằng dịch vụ ký quỹ và hệ thống phản hồi của nhà cung cấp (giống eBay).